# UOB Plaza One

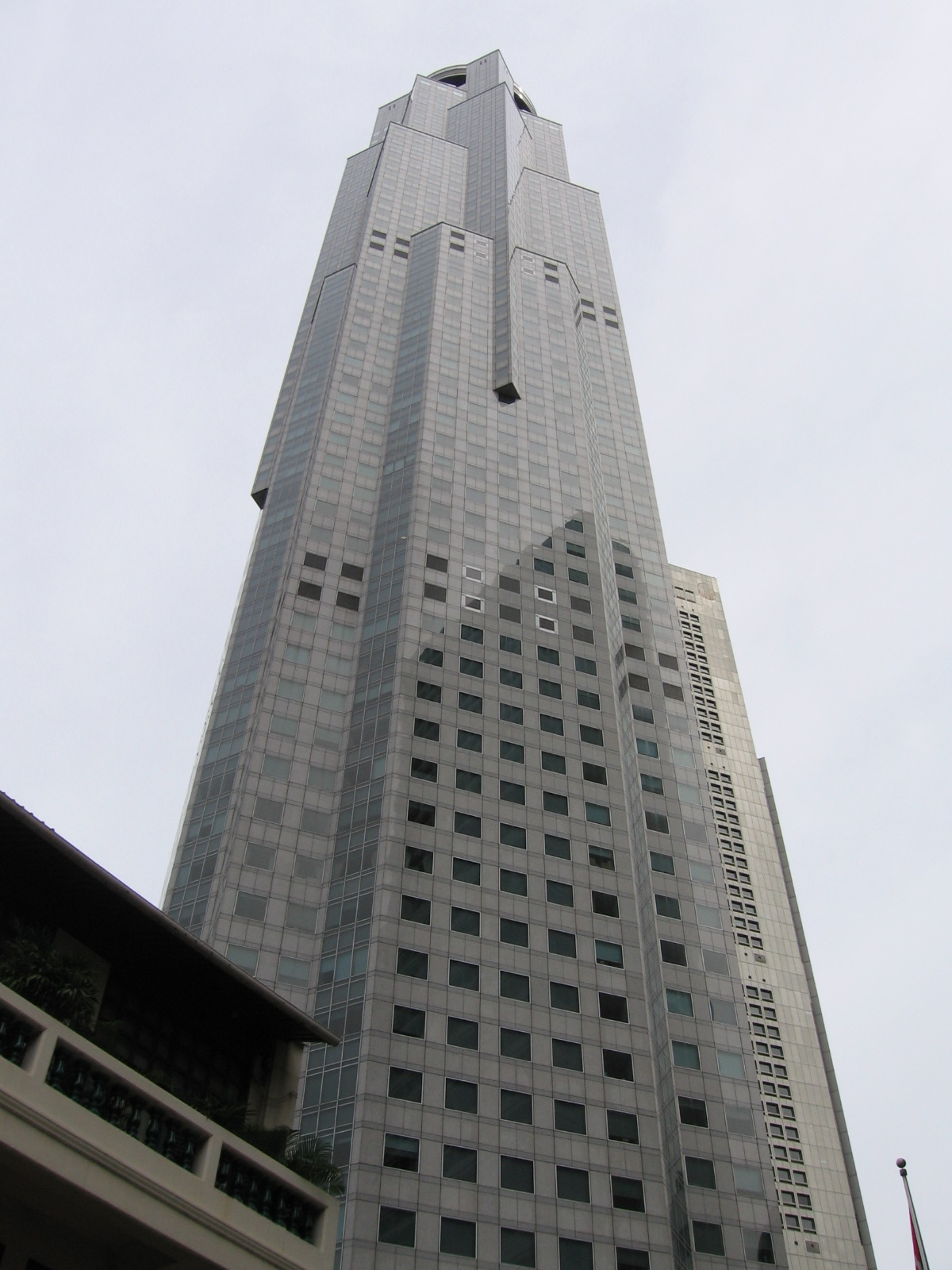
UOB Plaza em 2005

UOB Plaza One é um dos arranha-céus mais altos do mundo, com 280 metros (919 ft). Edificado na cidade de Singapura, Singapura, foi concluído em 1992 com 66 andares.